# Ondřejov (planetka)
(7204) Ondřejov je asteroid hlavního pásu planetek, obíhající Slunce mezi drahami Marsu a Jupiteru, který byl objeven 3. dubna 1995 českým astronomem Petrem Pravcem na Ondřejovské hvězdárně a předběžně označen jako 1995 GH. Jedná se o vůbec první asteroid objevený na ondřejovské hvězdárně, který získal číselné označení Mezinárodní astronomické unie. Stalo se tak v září 1996, kdy bylo asteroidu přiděleno číslo (7204). Jméno asteroidu Ondřejov, vážící se k obci vzdálené 35 km jihovýchodně od Prahy, na jejímž území je hvězdárna, z níž byl objeven, bylo poprvé zveřejněno 22. února 1997 v Minor Planet Circulars. Asteroid je řazen k široké skupině označované jako 9105 MB-middle, s asteroidy spektrálního typu C s průměrným albedem 0,10.

## Oběžná dráha a fyzické vlastnosti
(7204) Ondřejov je asteroid spektrální třídy C, který oběhne Slunce ve vzdálenosti od 2,3360 do 2,9970 au jednou za 1 590,4882 dní (více než 4,3 roky). Jeho eliptická oběžná dráha s velkou poloosou 2,6665 au má excentricitu přibližně 0,1239 a inklinaci 4,8585° vůči ekliptice a za den se na ní průměrně posune o 0,2263°. Vyhodnocení snímků sond WISE a NEOWISE dospěla k závěrům, že rovníkový průměr asteroidu je přibližně 5,685 km při albedu 0,181 a absolutní magnitudě 13,7 mag.. Rotační perioda asteroidu byla vypočtena na 5,233 hodiny.

## Pozorování asteroidu
K prvnímu zaznamenanému pozorování asteroidu došlo již 29. listopadu 1980 na Palomarské observatoři v Kalifornii, tedy o patnáct let dříve, než byl oficiálně objeven Petrem Pravcem. Z téže observatoře byl pozorovaný ještě 1. prosince 1980, v srpnu a září roku 1988 a v dubnu roku 1991. Během těchto pozorování byl asteroid označovaný jako 1980 WM3. Celkem proběhlo více než 3,2 tisíce zaznamenaných pozorování asteroidu z 26 pozic, z toho 34 z ondřejovské hvězdárny (v letech 1995–1996).